# Euphorticus pubescens
Euphorticus pubescens är en skalbaggsart som beskrevs av Pierre François Marie Auguste Dejean. Euphorticus pubescens ingår i släktet Euphorticus och familjen jordlöpare. Inga underarter finns listade i Catalogue of Life.